# Neto Baiano
Neto Baiano (ur. 17 września 1982) – brazylijski piłkarz występujący na pozycji napastnika.

## Kariera klubowa
Od 2003 roku występował w klubach São Caetano, Becamex Bình Dương, SC Internacional, Mogi Mirim, Jeonbuk Hyundai Motors, Paulista, SE Palmeiras, Fortaleza, Athletico Paranaense, Ipatinga, Ponte Preta, Vitória, JEF United Chiba, Kashiwa Reysol, Goiás EC, Sport Recife, Criciúma i CRB.